# Deo Gratias
Deo gratias (Latijn voor 'God zij dank' of 'Wij danken God') is een oude liturgische formule als antwoord om dankzegging uit te drukken in de liturgie van de Romeinse ritus. De Acclamatie vindt zijn oorsprong in de bijbelpassages 1 Kor 15.57 en 2 Kor 2.14.
In de liturgie van de Heilige Mis wordt de formule op verschillende momenten door de gemeente gezongen of gesproken.
- De lector beëindigt de schriftlezing met 'Verbum Domini' (Latijn voor 'Zo spreekt de Heer'). Allen beantwoorden hierop met de acclamatie: Deo Gratias.
- Bij de heenzending Ite missa est en het Benedicamus Domino.

In sommige kloosters wordt de formule ook gebruikt om iemand binnen te laten nadat er op de deur is geklopt.
Ook in de liturgie bij Lutherse kerken wordt de tekst gezongen in de respectievelijke landstaal